# هووتون پاگنل
هووتون پاگنل (به انگلیسی: Hooton Pagnell) یک روستا و محله مدنی در بریتانیا است که در کلان‌شهر مستقل دانکستر واقع شده‌است. هووتون پاگنل ۲۰۱ نفر جمعیت دارد.